# Manuel Centeno
Manuel Jiménez Centeno, de nombre artístico "Manuel Centeno" (Sevilla, 11 de octubre de 1885-Cartagena, 12 de agosto de 1961), fue un cantador flamenco de la primera mitad del siglo XX, considerado uno de los mejores saeteros de todos los tiempos.

## Biografía
Era sobrino del torero José Centeno y en su juventud se dedicó también al toreo, debutando como banderillero en Sevilla, el 7 de octubre de 1907. En 1910, después de recibir dos cornadas y sin un futuro demasiado brillante en el toreo, abandonó ese mundo por el cante flamenco. Cantaor, actor y tenor de zarzuela. 
Según su propio testimonio aprendió a cantar escuchando fonógrafos y se dedicó al cante por necesidad de ganarse la vida de alguna manera. Aunque sabía que no era un cantaor de enjundia y de pellizco, era dueño de una voz magnífica y con una buena planta, lo que le ayudó a hacerse un hueco en las compañías de comedias que estaban de moda en los años 20 del siglo XX. 
Su trayectoria artística sigue su curso en giras con distintos elencos, comparsa de comedias, incluso de zarzuelas, destacando por saetas en 1922. Su despegue llegó en 1926, cuando ganó el trofeo Pavón, en competencia con Manuel Escacena, José Cepero, el Cojo de Málaga, el Niño de las Marianas y Manuel Vallejo, entre otros, arrebatándole el triunfo a Vallejo, tras cantar una saeta por martinetes, lo que lo convirtió en una de las estrellas de la ópera flamenca del momento y en el nuevo rey de la saeta. Con esta actividad grabó sus primeros discos. Además de su dominio de la saeta, también destacó en cantes de levante y las malagueñas.
Mientras actuaba el 12 de agosto de 1961, con la compañía de Pepe Marchena, se sintió indispuesto y fue trasladado a un hospital de Cartagena, donde falleció. Ha dejado su propia escuela y queda en la historia del flamenco como uno de los mejores maestros en el arte de la saeta flamenca, ya que es considerado como su fundador. 